# منظمة حظر الأسلحة الكيميائية

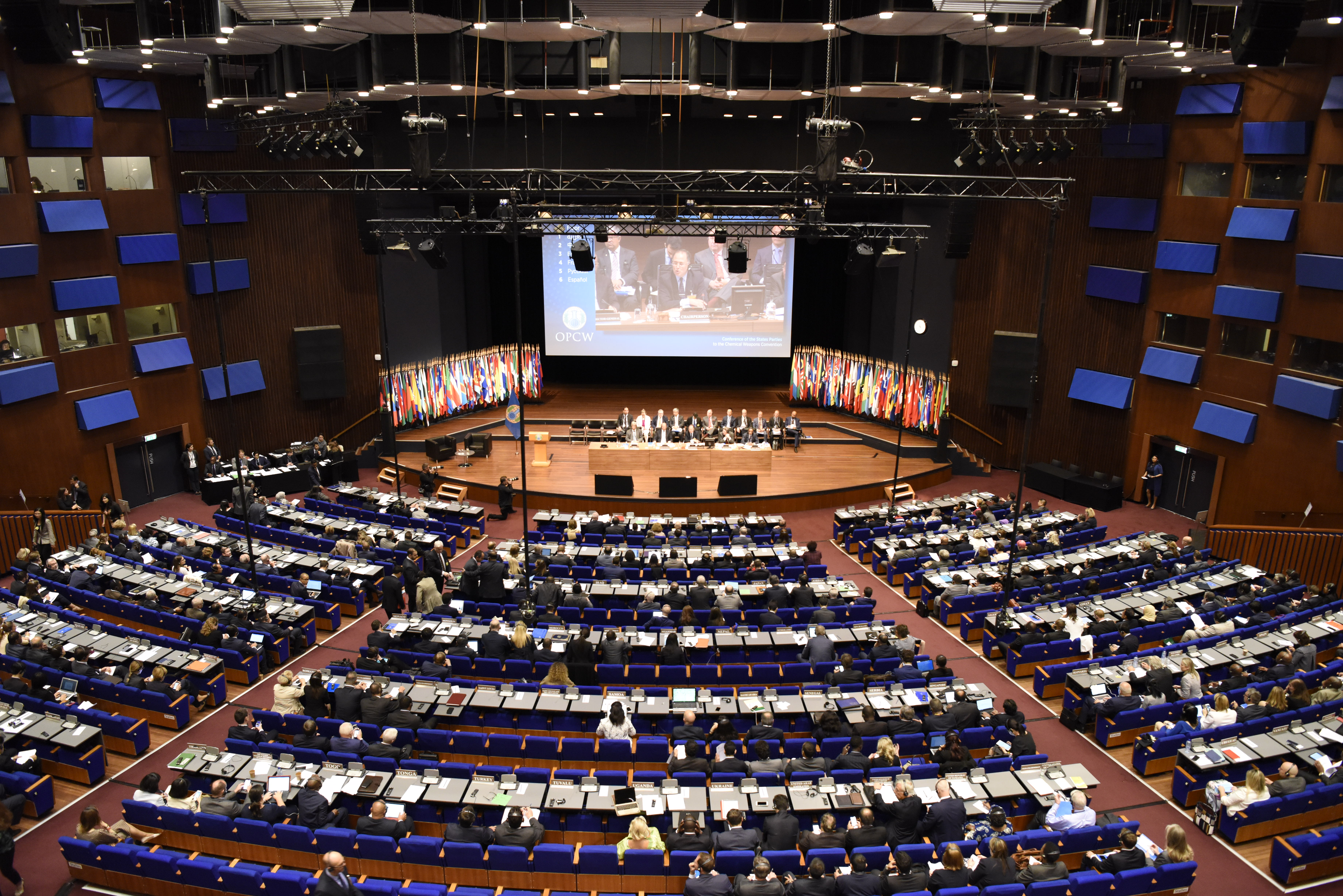
الدورة الاستثنائية الرابعة لمؤتمر الدول الأطراف (2018)

منظمة حظر الأسلحة الكيميائية (بالإنجليزية: Organisation for the prohibition of chemical weapons)‏ هي منظمة دولية يقع مقرها في لاهاي عاصمة هولندا، وهي تسهر على تنفيذ وتطبيق معاهدة حظر الأسلحة الكيميائية التي تطبق من قبل الأعضاء الموقعين و المصادقين عليها.

تم منح جائزة نوبل للسلام لسنة 2013 لمنظمة حظر الأسلحة الكيميائية «لجهودها واسعة النطاق للقضاء على الأسلحة الكيميائية».

## الأهداف

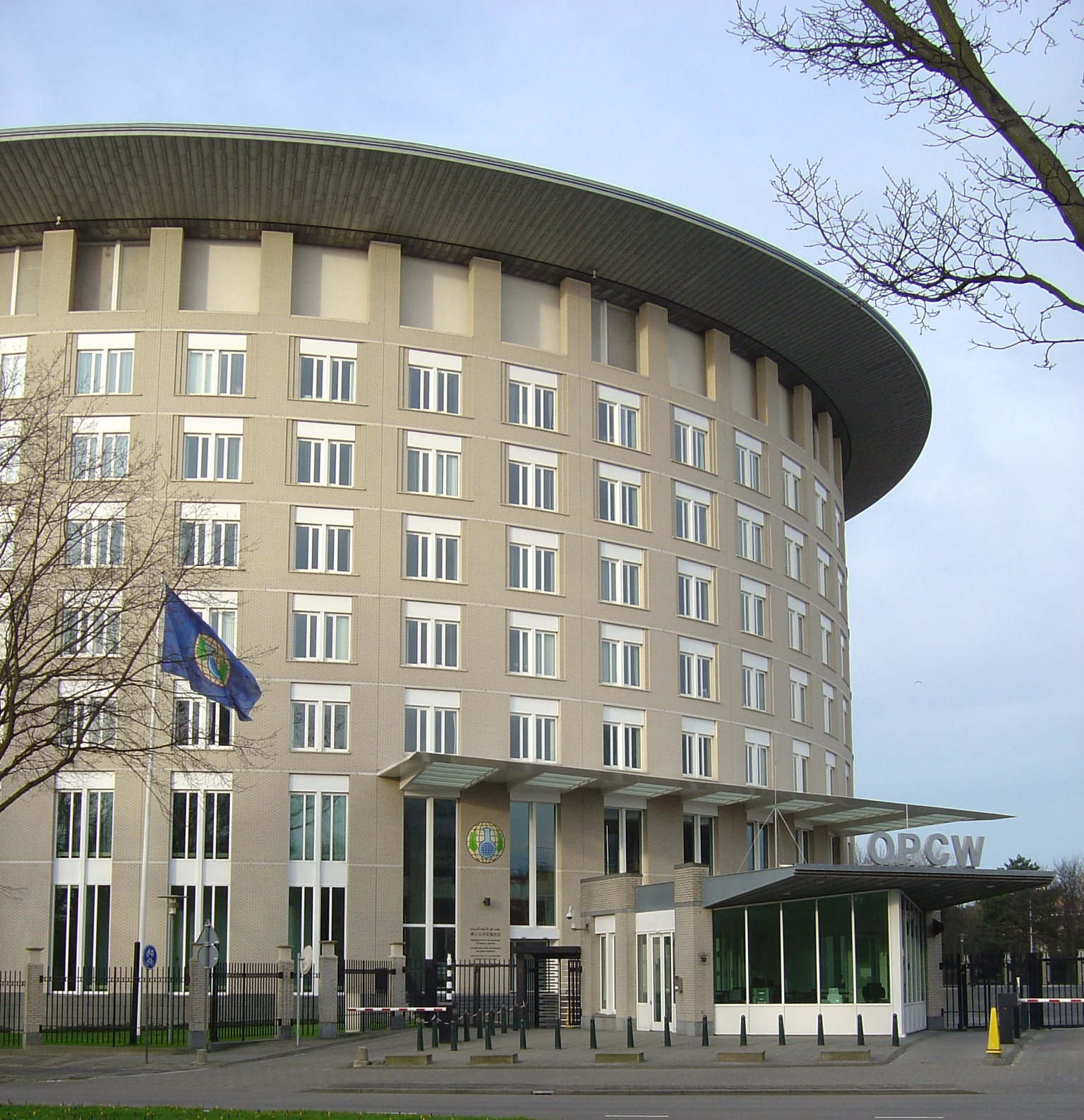
مقر المنظمة في لاهاي

في هذا الإطار، تحاول المنظمة دعوة الدول غير الأعضاء فيها إلى الإنضمام إليها والتوقيع على إتفاقية حظر الأسلحة الكيميائية، وتسهر المنظمة على تدمير السلاح الكيميائي، وهي تحمي الأطراف التي يمكن أن تكون مهددة بالسلاح الكيميائي (سواء من دولة أخرى أو من جهة إرهابية)، وكذلك هي تعمل من أجل تكوين تعاون دولي من أجل الاستخدام الرشيد للكيمياء.

## التنظيم
تتكون منظمة حظر الأسلحة الكيميائية من ثلاث هيئات:
- مؤتمر الدول الأطراف: هو الهيئة الجامعة التي تتألف من كافة الدول الأعضاء في المنظمة وهو الهيئة الرئيسية للمنظمة، ويشرف على تنظيم دورات سنوية عادية، وفي حالات خاصة ينظم دورات خارقة للعادة، وكذلك الدورات الإستثنائية التي تنظم كل خمس سنوات لدراسة مدى فاعلية الإتفاقية. كما إن المؤتمر يضم مراقبين مثلا عن الدول غير الأعضاء وعن الأمم المتحدة.
- المجلس التنفيذي: المجلس هو الهيئة التنفيذية للمنظمة، وهو مسؤول أمام المؤتمر. ويضطلع بجميع السلطات والوظائف الموكلة إليه بموجب الاتفاقيـة، وبالوظائف التي يفوضها إليه المؤتمر. وفي قيامه بذلك يجب عليه أن يعمل طبقا لتوصيات المؤتمر وقراراته وإرشاداته، وأن يكفل تنفيذها باستمرار وعلى الوجه الصحيح.

يتألف المجلس التنفيذي من 41 عضوا. ينتخبهم المؤتمر لولاية مدتها سنتان. ويكون لكل دولة طرف، وفقا لمبدأ التناوب، الحق في أن تُمثَّل في المجلس التنفيذي. وتقتضي الاتفاقية، ضماناً لفعالية هذا المجلس، أن يولى في تأليفه الاعتبار الواجب للتوزيع الجغرافي العادل، ولأهمية الصناعة الكيميائية، وللمصالح السياسية والأمنية.
 وتُمَثَّل كل مجموعة إقليمية فيه، وفقا لصيغة مفصَّلٍ عرضُها في الاتفاقية، على النحو التالي: تسعة أعضاء من أفريقيا، وتسعة أعضاء من آسيا، وخمسة أعضاء من أوروبا الشرقية، وسبعة أعضاء من أمريكا اللاتينية والكاريبي، وعشرة أعضاء من أوروبا الغربية والدول الأخرى، وعضو واحد يعيَّن دوريا مرة من آسيا ومرة من أمريكا اللاتينية والكاريبي.
- الأمانة الفنية: الأمانة الفنية للمنظمة مكلَّفة بمساعدة مؤتمر الدول الأطراف والمجلس التنفيذي في أداء وظائفهما. إنها مفوضة على وجه التحديد تنفيذ «تدابير التحقق» المنصوص عليها في اتفاقية حظر الأسلحة الكيميائية، وتضطلع بالوظائف الأخرى المسندة إليها بموجب الاتفاقية وبكل الوظائف التي قد يفوضها إليها المؤتمر والمجلس. تتكون الأمانة الفنية من حوالي 500 موظف.

ال189 دولة عضو يمولون الميزانية السنوية للمنظمة المقدرة ب74 مليون يورو حسب قدراتهم الإقتصادية.

الأمانة العامة تشغل حوالي 500 موظف (منهم 200 مفتش) من 70 جنسية، ومثل الأمم المتحدة، اللغات الرسمية في المنظمة في الفرنسية والإنجليزية والعربية والصينية والروسية والإسبانية.

## المدراء التنفيذيون
- 1997 - 2002 : خوسيه بوستاني
- 2002 - 2010 : روجيليو فيرتر
- 2010 - الآن : أحمد أزومجو

## بيانات
- الدول الأعضاء : 192 دولة عضو
- الدول غير الأعضاء : 4 دول (جنوب السودان، إسرائيل،  كوريا الشمالية، مصر)

## وصلات خارجية
- الموقع الرسمي لمنظمة حظر الأسلحة الكيميائية (بالعربية)